# Arquiatro
Arquiatro (arkhiatrós) foi um médico-chefe de um monarca, que tipicamente chefiava vários médicos. Na corte imperial romana, seu chefe mantinha alta posição e o título específico de conde dos arquiatros (archiatrorum comes).
O termo também tem sido usado para médicos-chefe em comunidades. A palavra é formada do grego ἀρχή Archè, "chefe", e ἴατρος Iatros, um médico; os equivalentes em latim são principium e medicus.
No arkkiatri da Finlândia é o maior título honorário concedido a um médico pelo presidente da Finlândia, de tal modo que existe apenas um arquiatro de cada vez. O mais famoso arquiatro foi Arvo Ylppö, que foi pioneiro na pediatria no país e levou o crédito pela enorme redução da mortalidade infantil para os níveis muito baixos da atualidade.
Na vizinha Suécia, o título de arquiatro foi concedido ao grande botânico Carlos Lineu como uma honra.
No Vaticano, o médico pessoal do Papa detém o título histórico de arquiatro.